# María José Bauzá Alonso
María José Bauzá Alonso (Palma, 21 d'octubre de 1976) és una política mallorquina, diputada al parlament de les Illes Balears en la VIII legislatura.
És llicenciada en Dret per la Universitat de les Illes Balears, ha desenvolupat màsters en Immigració, postgrau en Igualtat d'Oportunitats i especialista universitària en Desenvolupament Local. Ha treballat com a funcionària del Cos Tècnic Superior de l'Institut Balear de Salud.
Militant del Partido Popular, de 2001 a 2006 ha estat secretària de formació i d'acció social de Nuevas Generaciones del PP de Balears. En juny de 2011 va substituir en el seu escó Antonio Gómez Pérez, diputat a les eleccions al Parlament de les Illes Balears de 2011 i que renuncià al seu escó per formar part del Govern Balear. A les eleccions municipals espanyoles de 2015 era el número 4 de la llista del PP a l'ajuntament de Palma.